# Oldeboorn

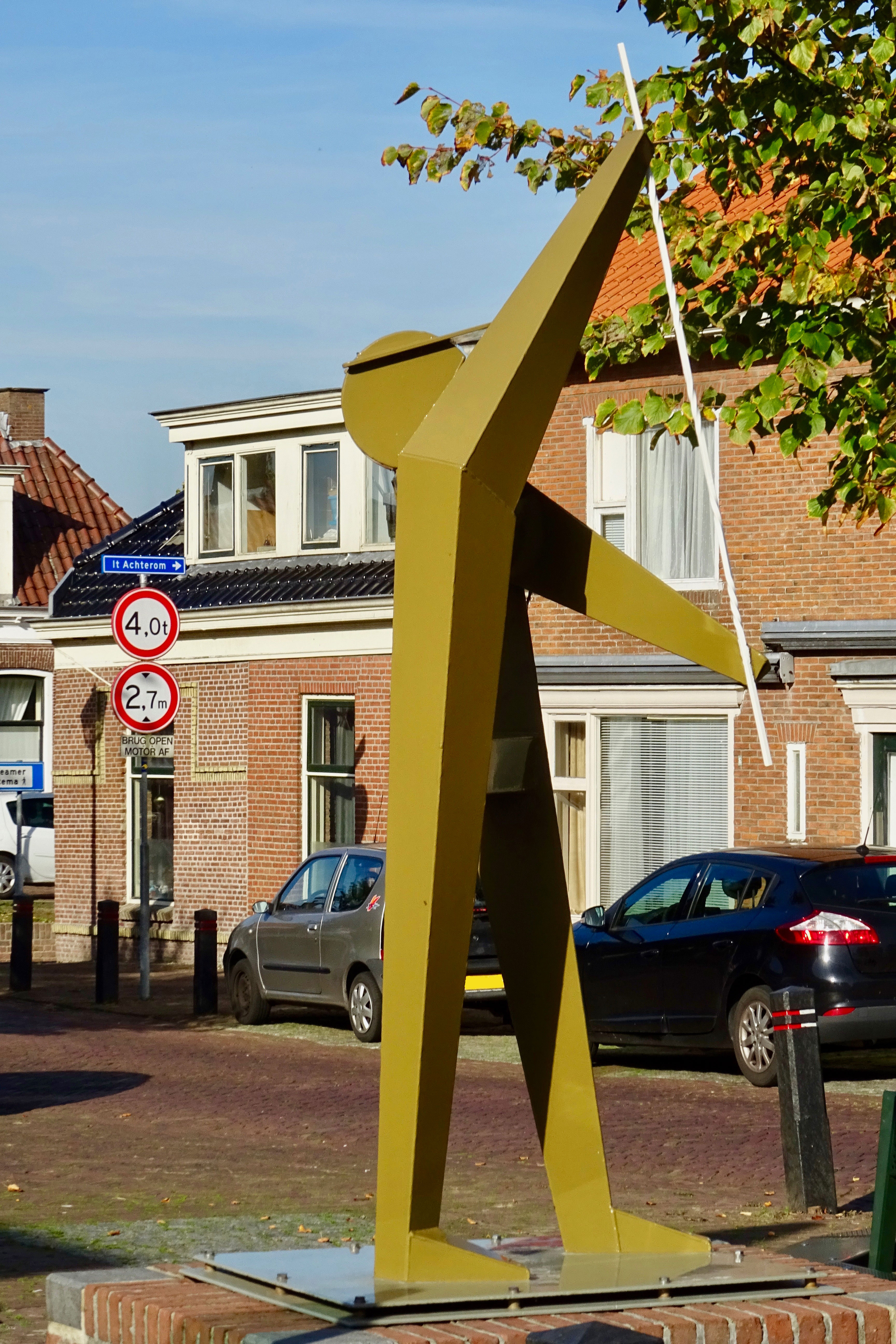
De Tuorkemjitter (torenmeter) in Oldeboorn

Oldeboorn (Fries, officieel: Aldeboarn) is een dorp in de gemeente Heerenveen, in de Nederlandse provincie Friesland. Het ligt ten zuiden van Leeuwarden en ten noorden van Heerenveen, tussen Akkrum en Nij Beets.
In 2023 telde het dorp 1.545 inwoners. Onder het dorp vallen ook de buurtschappen Oosterboorn, Poppenhuizen en Warniahuizen. Tussen Oldeboorn en Haskerdijken ligt de streek Krom-Haskerdijken.
De dorpskern van Oldeboorn is gelegen aan weerszijden van de rivier de Boorne, niet ver van het Leppa Akwadukt in de autosnelweg A32 tussen Heerenveen en Leeuwarden. Oldeboorn is vooral bekend door de jaarlijkse gondelvaart op de laatste vrijdag van augustus.

## Geschiedenis
Oldeboorn was vanouds een handelsplaats aan de Boorne. De plaats werd in 1243 als jn Bornde vermeld, in 1281 als de Bornde, in 1467 als van Boern, in 1492 Alda Boern, in 1573 als Oldenborn in 1840 als Oudeboorn. In 1840 had het dorp 1485 inwoners. De toevoeging alda/oude is waarschijnlijk gebeurd wegens het ontstaan van de kern Oosterboorn.
In het repertorium Nederlandse gemeenten van Van der Meer en Boonstra is te lezen dat Oldeboorn een eigen gemeente was tot 1 oktober 1816, waarna tot de gemeentelijke herindeling in 1984 Oldeboorn samen met de dorpen Akkrum, Akmarijp, Nes, Terhorne en Terkaple deel uitmaakte van de voormalige gemeente Utingeradeel. Oldeboorn was tot 1932 het bestuurscentrum van die gemeente. Tussen 1984 en 2014 was het onderdeel van de gemeente Boornsterhem. Sinds 1989 is de officiële naam van het dorp het Friestalige Aldeboarn.

### Kerktoren
Over de bouw van de kerktoren doet de volgende anekdote de ronde. De Boornsters wilden de hoogste toren van Friesland hebben, en dat betekende dat hun toren hoger moest worden dan de toren van Tzum. Daarom reisden twee mannen naar Tzum om te bepalen hoe hoog die toren precies was. Ze beklommen de toren en maten de hoogte met een touw. Daarna bleven ze in de plaatselijke herberg overnachten. Terwijl ze sliepen sneed de waardin een flink stuk van het touw af. En toen de toren van Oldeboorn in 1737 voltooid was, bleek hij met 47 meter toch lager te zijn dan de 72 meter hoge toren van Tzum. De inwoners van Oldeboorn worden sindsdien tuorkemjitters (torenmeters) genoemd.
De Magnusvaan van Magnus Forteman zou in de kerk zijn ingemetseld, men zou de exacte plek zelfs kunnen aanwijzen.

## Monumenten
Een deel van Oldeboorn is een beschermd dorpsgezicht, een van de beschermde stads- en dorpsgezichten in Friesland. Verder zijn er in het dorp een aantal rijksmonumenten.

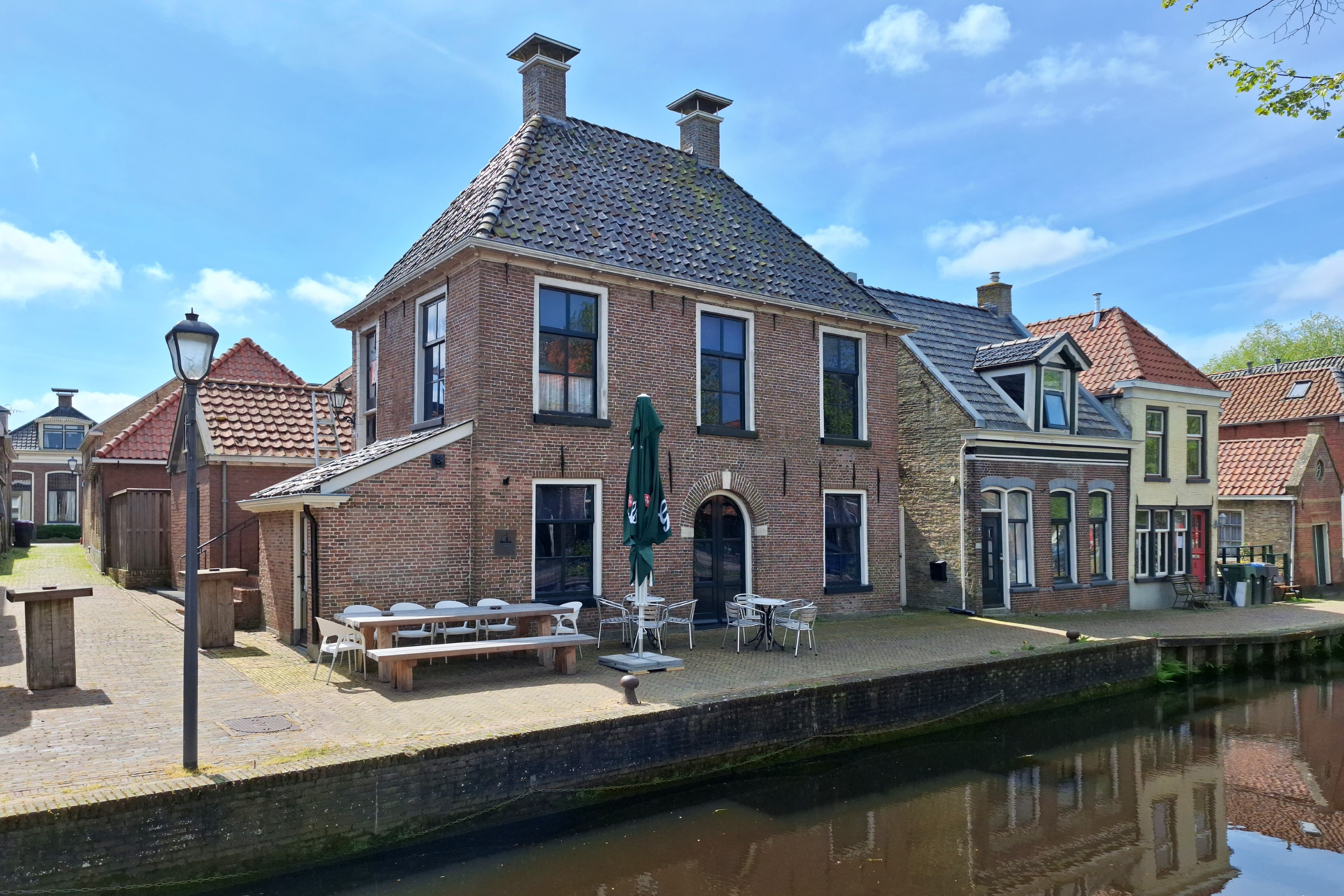
Museum Aldeboarn
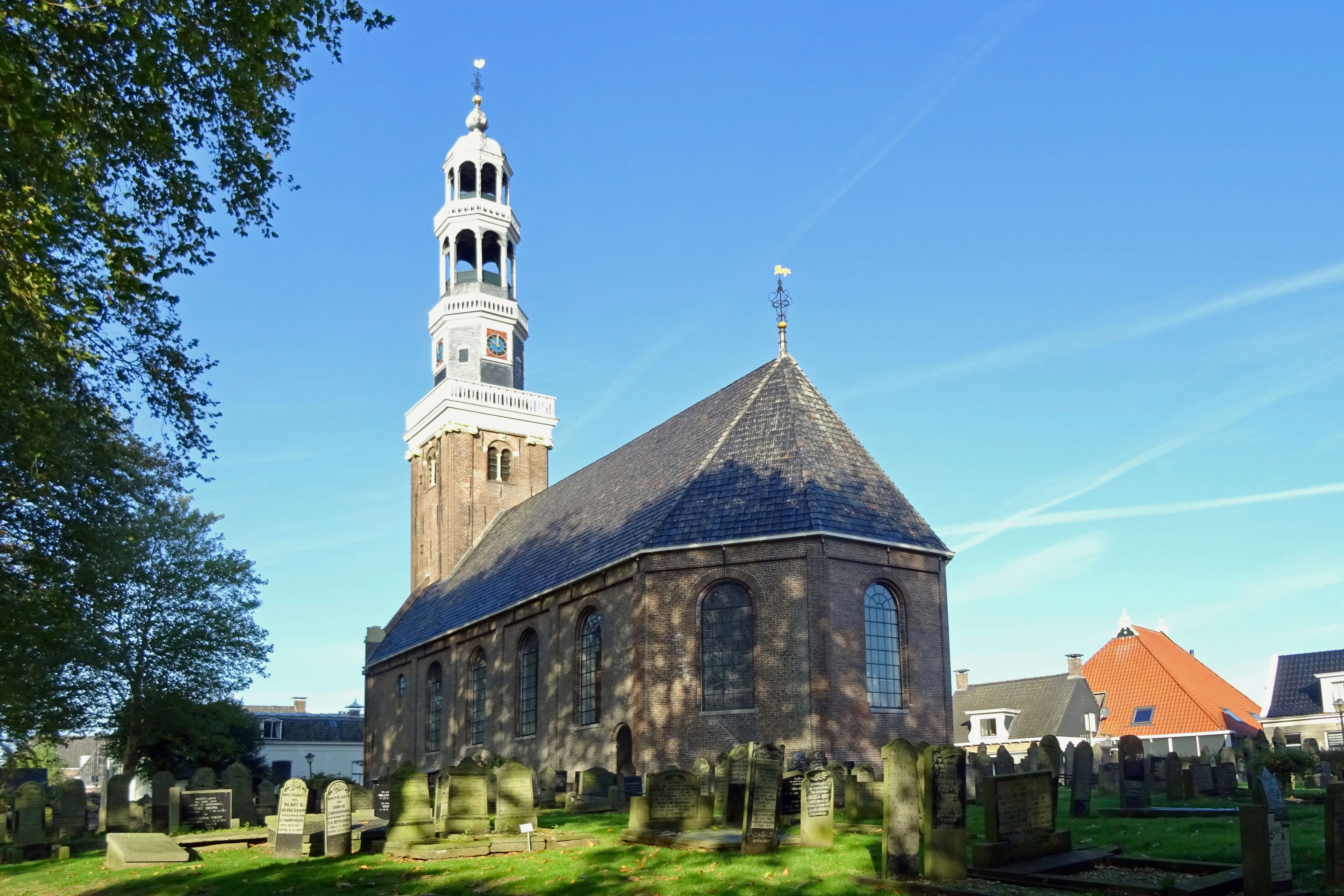
Doelhôftsjerke

## Sport
- VV Oldeboorn, voetbalvereniging

## Bevolkingsontwikkeling
| 1999 | 2002 | 2004 | 2005 | 2006 | 2007 | 2008 | 2009 | 2011 | 2012 | 2017 | 2018 | 2019 | 2021 | 2023 |
| ---- | ---- | ---- | ---- | ---- | ---- | ---- | ---- | ---- | ---- | ---- | ---- | ---- | ---- | ---- |
| 1513 | 1481 | 1471 | 1471 | 1457 | 1453 | 1447 | 1435 | 1473 | 1467 | 1479 | 1565 | 1560 | 1550 | 1545 |

## Geboren in Oldeboorn
- Jancko Douwama (1482-1533), politicus
- Franciscus Holkema (1841-1870), bioloog en vegetatiekundige
- Henriëtte Moulijn-Haitsma Mulier (1877-1948), dichter
- Jikke Gaastra (1888-1963), eerste vrouwelijke deelnemer aan de Elfstedentocht
- Annie de Jong-Zondervan (1907-1972), atleet en kortebaansschaaser
- Hartman Hoekstra (1926-2007), politicus
- Piet Fortuin (1958), bestuurder en politicus
- Jorrit Bergsma (1986), schaatser
- Daan Breeuwsma (1987), shorttracker

## Overleden in Oldeboorn
- Paulus Folkertsma (1901–1972), onderwijzer en componist